# Вулиця Грушевського (Львів)
Вулиця Грушевського — одна з центральних вулиць Львова, знаходиться у Галицькому районі Львова. Сполучає проспект Шевченка з вулицями Франка та Драгоманова. Прилучається вулиця Кирила і Мефодія.

## Історія
Вулиця утворилася під час «глобального» впорядкування Львова на початку «ери» місцевого самоврядування. У 1844 році вулиця мала назву Дорога Святого Миколая, бо вулиця проходила повз костел Святого Миколая, що знаходиться на початку сучасної вулиці Грушевського. 1851 року вулиця перейменована на Академічна або Університетська Нова, через перенесення до будівлі колишньої колегії єзуїтів корпусів Львівського університету, що згорів через пожежу 1848 року на вулиці Театральній. 1871 року вулиця стала називатися Святого Миколая. Під час німецької окупації, від вересня 1941 року мала назву Ніколяусштрассе. У повоєнні часи вулиці не надовго повернули передвоєнну назву і вже 1945 року її перейменували на радянський лад — на честь Олександра Щербакова — радянського партійного та державного діяча. 1990 року відбулося чергове перейменування вулиці на честь Михайла Грушевського — українського історика, громадського та політичного діяча, Голови Центральної Ради УНР.

## Забудова

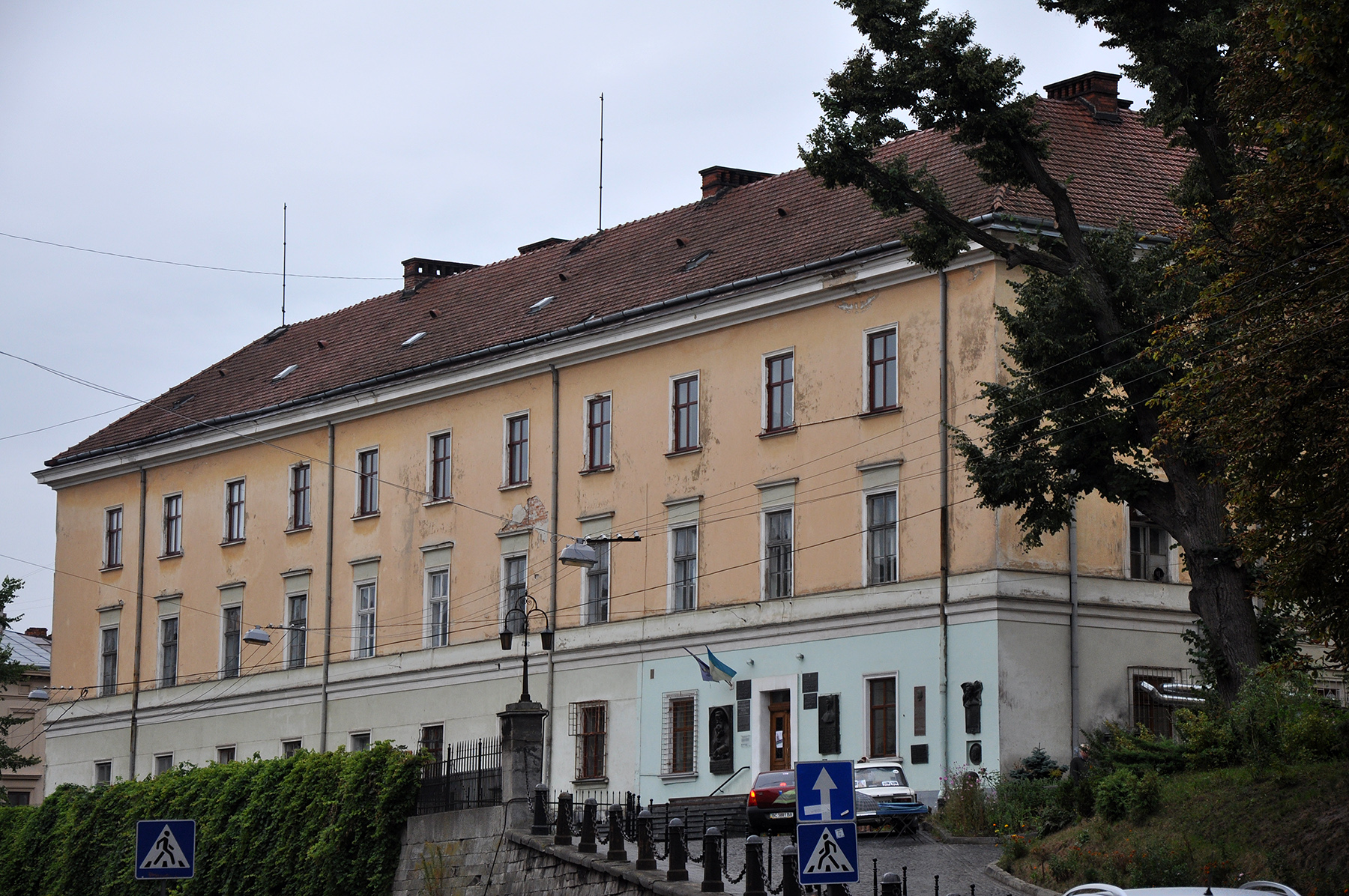
Навчальний корпус Львівського університету

В архітектурному ансамблі вулиці Грушевського переважають архітектурні стилі — класицизм та історизм. Переважна більшість будинків внесена до Реєстру пам'яток архітектури місцевого значення.

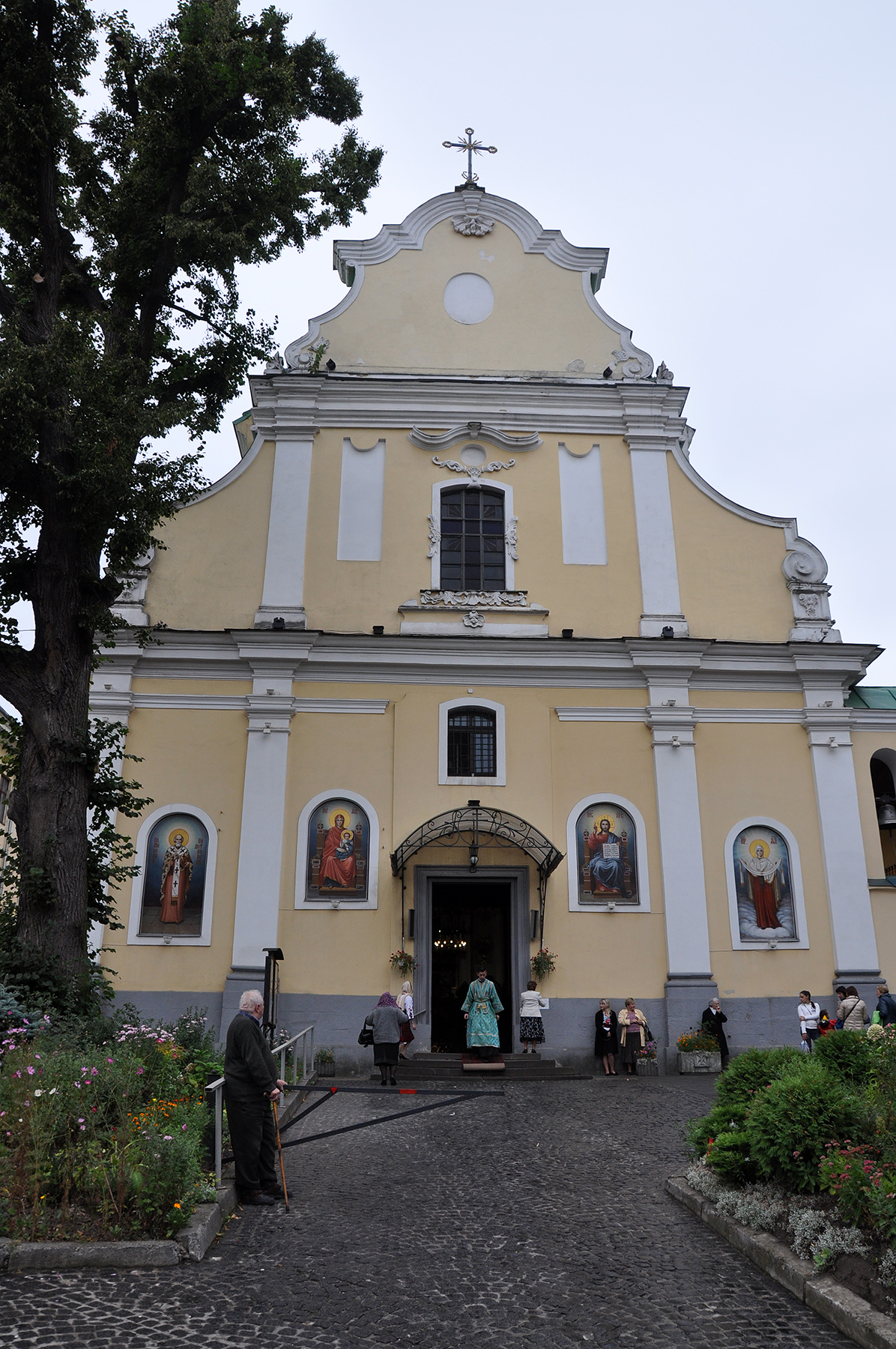
Храм Покрови Пресвятої Богородиці

№ 2, 2а — давній костел Святого Миколая збудований у 1739—1745 роках, у бароковому стилі, за проєктом італійського архітектора Франческо Плациді, будівничим, ймовірно, ченцем-тринітарієм Казимиром Гронацьким з Любліна. На початку XX століття в костелі встановлено пам'ятні таблиці—епітафії в пам'ять про професорів Львівського університету о. Євстахія Скоровського, Петра Хмельовського та пароха о. Зиґмунта Каєтана Ольгердовича. За радянських часів приміщення костелу використовувалося як книгосховище. У 1990 роках храм переданий УПЦ КП та посвячений на честь Покрова Пресвятої Богородиці. Після проведеного у 2018 році об'єднавчого собору українських православних церков храм Покрови Пресвятої Богородиці перейшов під юрисдикцією ПЦУ. Церква Покрови Пресвятої Богородиці внесена до Реєстру пам'яток архітектури місцевого значення під охоронним № 349-м. В колишньому монастирському комплексі, що на вул. Грушевського, 2а містяться резиденція Митрополита і єпархіальне управління Львівсько-Сокальської єпархії ПЦУ, православна інтернет-радіостанція «Град Лева» та консультативний центр кризових станів, психосоматичних розладів та депресій Львівсько-Сокальської єпархії.
№ 3 — триповерховий житловий будинок. На першому поверсі будинку від 1950-х років працювала перукарня. На початку 2000-х років тут розташовувалися магазини «Хліб-Булки» та «Оптика». Нині перший поверх ділять аптека та магазин «Хліб і до хліба».
№ 4 — триповерхова будівля колишньої єзуїтської колегії, збудована у 1839—1841 роках і вже 1842 року перебудована за проєктом архітектора Фіделіса Штадлера у стилі класицизм. 1848 році, через підтримку єзуїтами вуличних маніфестацій під час «весни народів» 1848—1849 років, орден єзуїтів був ліквідований, а в приміщенні колегії розташовано казарми. 2 січня 1851 року за розпорядженням намісника королівства Галичини і Володимирії графа Аґенора Ґолуховського будівлю було передано університету. Сюди були перенесені навчальні корпуси Львівського університету — це пов'язано з пожежею 1848 року, під час якої згоріло старе приміщення Львівського університету на вул. Театральній. Нині тут знаходяться біологічний та геологічний факультети вишу та музеї зоології і мінералогії, а у радянські часи тут діяв львівський вечірній інститут марксизму-ленінізму. Будівля внесена до Реєстру пам'яток архітектури місцевого значення під охоронним № 1309-м.
На фасаді будинку встановлено декілька пам'ятних таблиць, зокрема, викладачам Михайлу Грушевському, Стефану Банаху і Володимиру Соболєву; видатним студентам — Івану Франку, білоруській поетесі Алоїзі Цьотці та діячеві українського студентського руху в Галичині Адаму Коцку.
Поруч з будівлею зростає ботанічна пам'ятка природи — «Липа серцелиста».
№ 5 — триповерховий житловий будинок. Будинок внесений до Реєстру пам'яток архітектури місцевого значення під охоронним № 413-м. У 2018 році ТзОВ «Еталон-Ком» проведено роботи з реставрації фасаду будинку.
№ 7, 9 — триповерхові житлові будинки. У міжвоєнний період під № 7 містився магазин «Польський килим». В цих будинках від радянських часів працює продуктова крамниця «Темп» (ТзОВ «Таісія»). Також під № 7 міститься ресторан «Мушкетер», а під № 9 — магазин одягу та взуття «Дежа Вю». Будинок під № 7 внесений до Реєстру пам'яток архітектури місцевого значення під охоронним № 414-м.
№ 8 — триповерховий житловий будинок. На першому поверсі будинку нині міститься ресторан «Пекін», а також редакція незалежного культурологічного часопису «Ї».
№ 10 — триповерхова кам'яниця, збудована 1910 року у постсецесійному стилі за проєктом архітектора Вітольда Мінкевича у співавторстві з Владиславом Дердацьким для Леона Аппеля. Пластичне оздоблення кам'яниці здійснював відомий львівський скульптор Зиґмунт Курчинський. 1911 року, крім барельєфів на фасаді, скульптор перед входом до будинку встановив скульптури німфи Світезянки та Геракла, що душить змію, але ці витвори мистецтва, на жаль, до наших часів не збереглися. На першому поверсі будинку у міжвоєнний період містилася кав'ярня «Зем'янська» Шреєра. Будинок внесений до Реєстру пам'яток архітектури місцевого значення під охоронним № 415-м.
№ 11 — триповерхова кам'яниця. Тут у міжвоєнний період містилися ресторан Єґера та перукарня Вурцеля. За радянських часів, від 1950-х років знаходився салон з пошиття головних уборів, згодом функціонував будинок побуту. Наприкінці 2000-х років тут працював магазин-салон одягу «Ейфорія», згодом — магазин жіночого одягу «Дівоні» та студія манікюру «Лакшері». Нині у цьому приміщенні міститься офіс девелоперської компанії «LEV Development» та бутик авторського жіночого одягу «Olya Mak». На початку 2013 року власницею квартири № 1 самовільно було переплановано приміщення квартири з житлового на комерційне. Так замість вікна з'явилися двері, а згодом відкрився магазин канцтоварів. Нині це приміщення займає магазин мережі «Гуртові ціни. Алкоголь». Кам'яниця внесена до Реєстру пам'яток архітектури місцевого значення під охоронним № 1095-м.
№ 12, 14 — триповерхові житлові будинки. На першому поверсі будинку № 12 за часів незалежності з'явився сигарний дім «Фортуна», а в будинку № 14 — магазин брендового чоловічого одягу «Бугатті».
№ 10 — триповерховий житловий будинок, на першому поверсі якого знаходяться магазин брендового одягу «Амплуа», магазин «Оутлет» та кав'ярня «Мокко коффі». Будинок внесений до Реєстру пам'яток архітектури місцевого значення під охоронним № 1096-м.
№ 15 — триповерховий житловий будинок споруджений 1897 року за про'ктом архітектора Наполеона Лущкевича для потреб львівського аптекарського товариства. За Польщі тут містилися Аптекарська палата Східної Малопольщі та Спілка фармацевтів, нині — магазин шкіряних виробів «Охнік». Будинок внесений до Реєстру пам'яток архітектури місцевого значення під охоронним № 1097-м.
№ 16 — триповерховий житловий будинок. Тут у міжвоєнний період містилися приватний міський ліцей, супровідна школа спільного навчання та кооперативна школа торгівлі II ступеню. У радянські часи — вечірня середня школа робітничої молоді № 20 та Будинок піонерів Ленінського району м. Львова. Ще за радянських часів тут з'явився Відділ реєстрації актів цивільного стану Ленінського району, котрий після перейменування 1990 року Ленінського району на Галицький став обслуговувати мешканців Галицького. Вже за часів незалежності тут також з'явилося кафе «Міраж». Нині, крім Галицького районного у м. Львові ВДРАЦС, тут міститься медовий ресторан «Вулик», а також офіс ГО «Львівська обласна спілка соціального захисту бійців АТО та сімей загиблих». Будинок внесений до Реєстру пам'яток архітектури місцевого значення під охоронним № 1098-м.
№ 17 — триповерхова кам'яниця. На першому поверсі у міжвоєнний період містилася крамниця «Христина», що спеціалізувалася на продажі корсетів та лікувальних пасків відомих світових виробників. В будинку (кв. 17) до вересня 1939 року мешкав польський  архітектор Зигмунт Шмукер. На початку 2010-х років перший поверх будинку займали студія текстильного дизайну «І. З.Ю. М.» та магазин кондитерських виробів «Ласощі». Станом, на січень 2018 року останній залишився, а приміщення студії «І. З.Ю. М.» нині займає магазин одягу «Дискаунт бренд бутик».  Будинок внесений до Реєстру пам'яток архітектури місцевого значення під охоронним № 1099-м.
№ 18 — триповерховий житловий будинок. На першому поверсі будинку за Польщі містилася фабрика іграшок, на початку 2000-х років тут знаходився магазин одягу «Естіль», згодом — магазин-салон італійського взуття «Рікко». Нині тут міститься один з офісів турагенції «Анекс-тур». Будинок внесений до Реєстру пам'яток архітектури місцевого значення під охоронним № 1100-м.
№ 19 — триповерховий житловий будинок, на першому поверсі якого нині міститься салон краси «Сакура». Будинок внесений до Реєстру пам'яток архітектури місцевого значення під охоронним № 1101-м.
№ 20 — триповерхова кам'яниця на розі з вулицею Франка (інша адреса — вул. Франка, 36). Тут у міжвоєнний період працював ресторан Гервюца. У 2000-х роках тут працювала студія дизайну «Гардин», взуттєвий магазин «Ле Гранд» та магазин жіночого одягу «Крісті». Магазини працюють й понині, а на початку 2010-х років у колишньому приміщенні студії дизайну відкрилося відділення Альфа-Банку, яке на початку 2016 року закрилося, а натомість у травні 2016 року тут відкрилося відділення АТ «Артем-Банку».
№ 21 — триповерховий житловий будинок, на першому поверсі якого у міжвоєнний період містилося архітектурно-будівельне бюро Станіслава Брунарського. Будинок внесений до Реєстру пам'яток архітектури місцевого значення під охоронним № 1102-м.
№ 23 — триповерхова кам'яниця на розі з вулицею Франка (колишня адреса — вул. Зиблікевича, 14), в якій міститься гомеопатична аптека лікарських трав «Під Святим Миколаєм», відкрита ще 1926 року. Приміщення оздобили спіральні пілястри у стилі ар деко із зображенням трав та змії з терезами. З барельєфу над вікном дивиться патрон аптеки. За Польщі її власником був Прокеш, а також у цьому будинку містилися книгарня та найбільша бібліотека фантастики та наукових книг і журналів «Лектор» За радянських часів, від 1950-х років — майстерні з ремонту взуття та з ремонту і пошиття одягу, у 1960—1980-х роках — «Міськдовідка» та приймальний пункт будинку побуту. За часів незалежності, у 2000-х роках в кам'яниці, крім аптеки, працював магазин ювелірних виробів «Золото», а згодом — торговий дім «Алмаз». Поруч знаходиться магазин одягу та взуття «Треві», а також цю адресу має офіс арбітражного керуючого Надії Іванівни Вознякевич. 15 березня 2019 року в приміщенні колишньої аптеки відкрився магазин мережі супермаркетів «Рукавичка». Будинок внесений до Реєстру пам'яток архітектури місцевого значення під охоронним № 1103-м.
№ 26 — у міжвоєнний період цю адресу мала поштова книгарня «Льот», нині цієї адреси не існує.

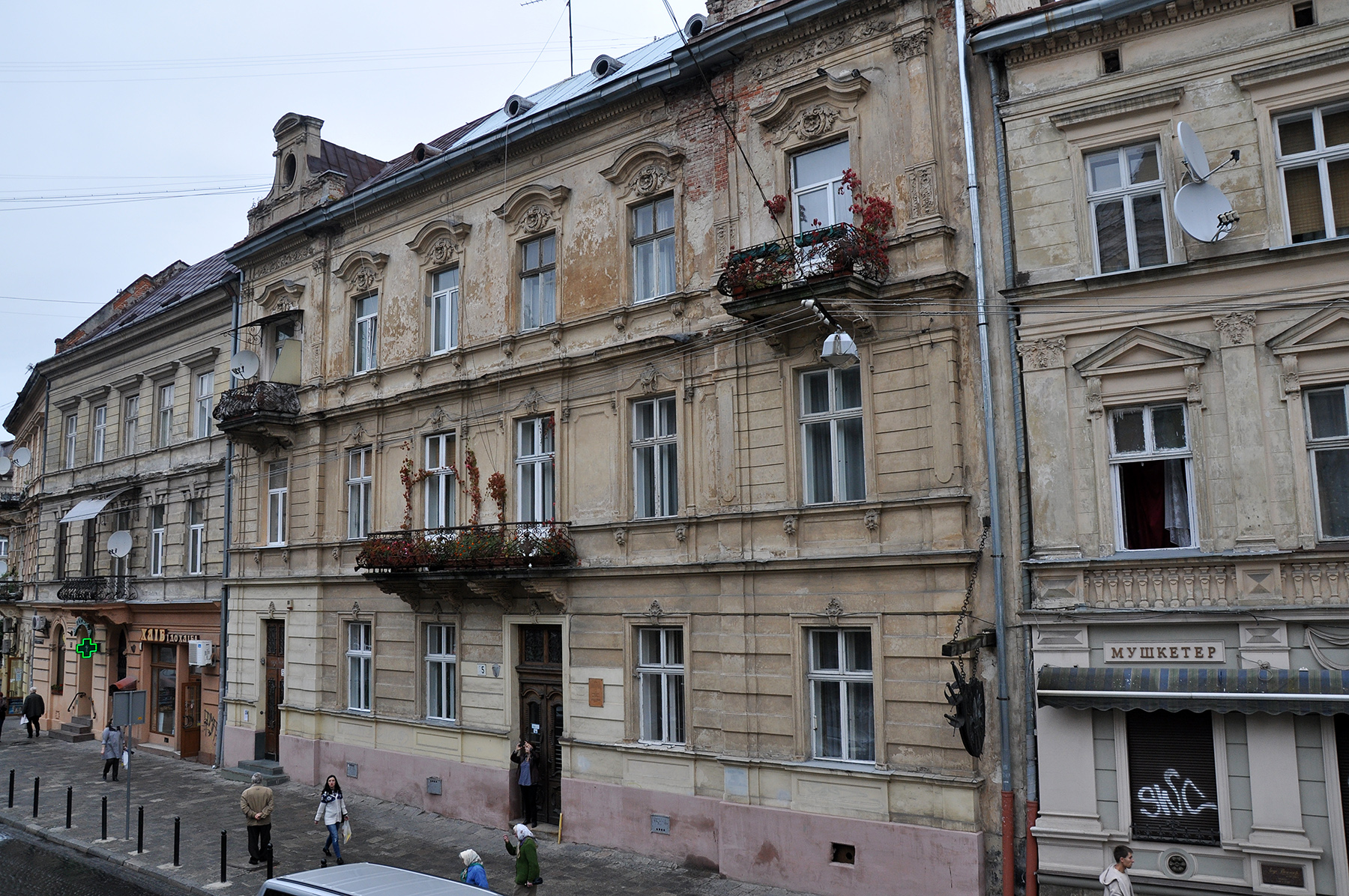
Будинок № 5
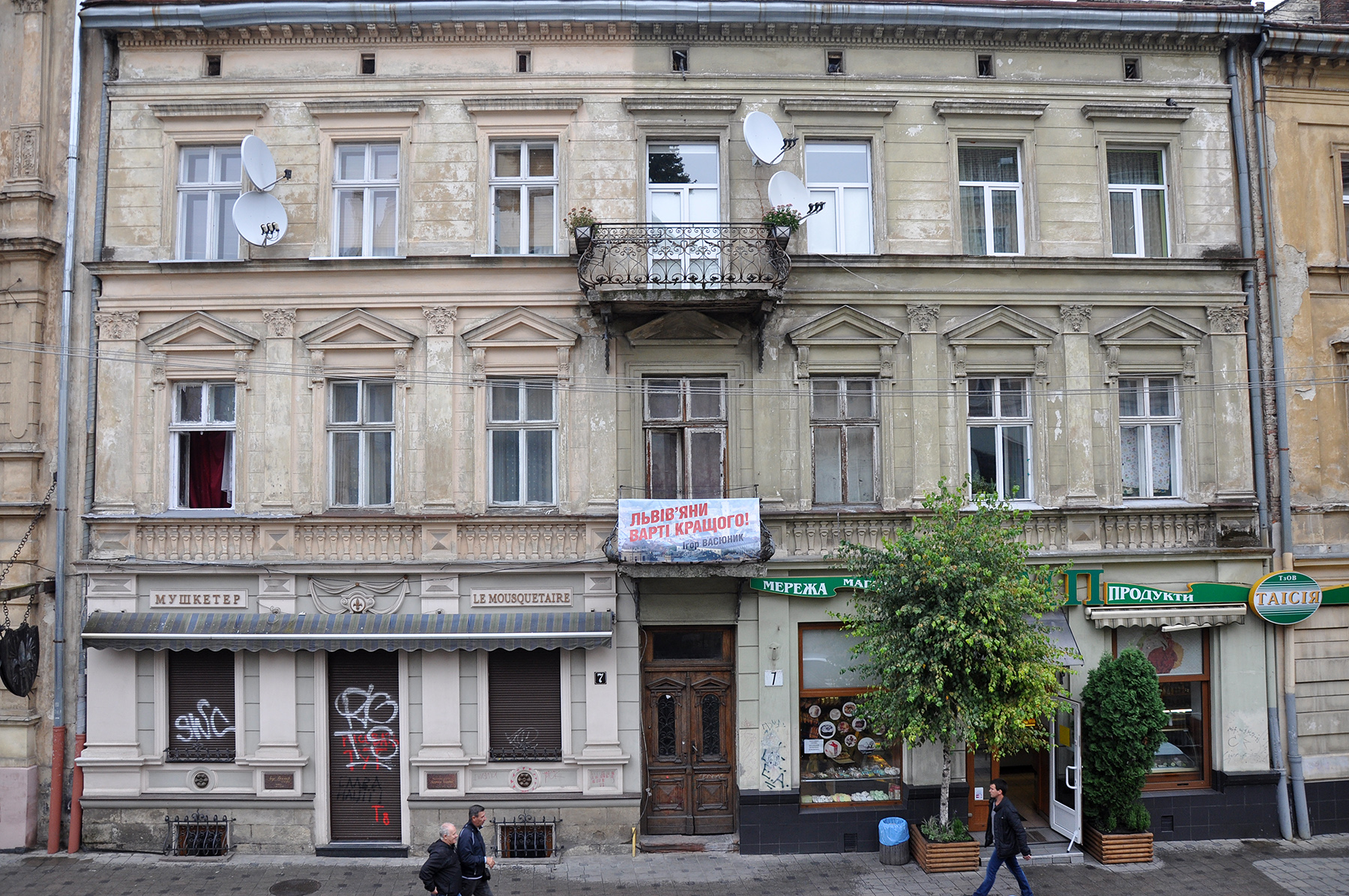
Будинок № 7
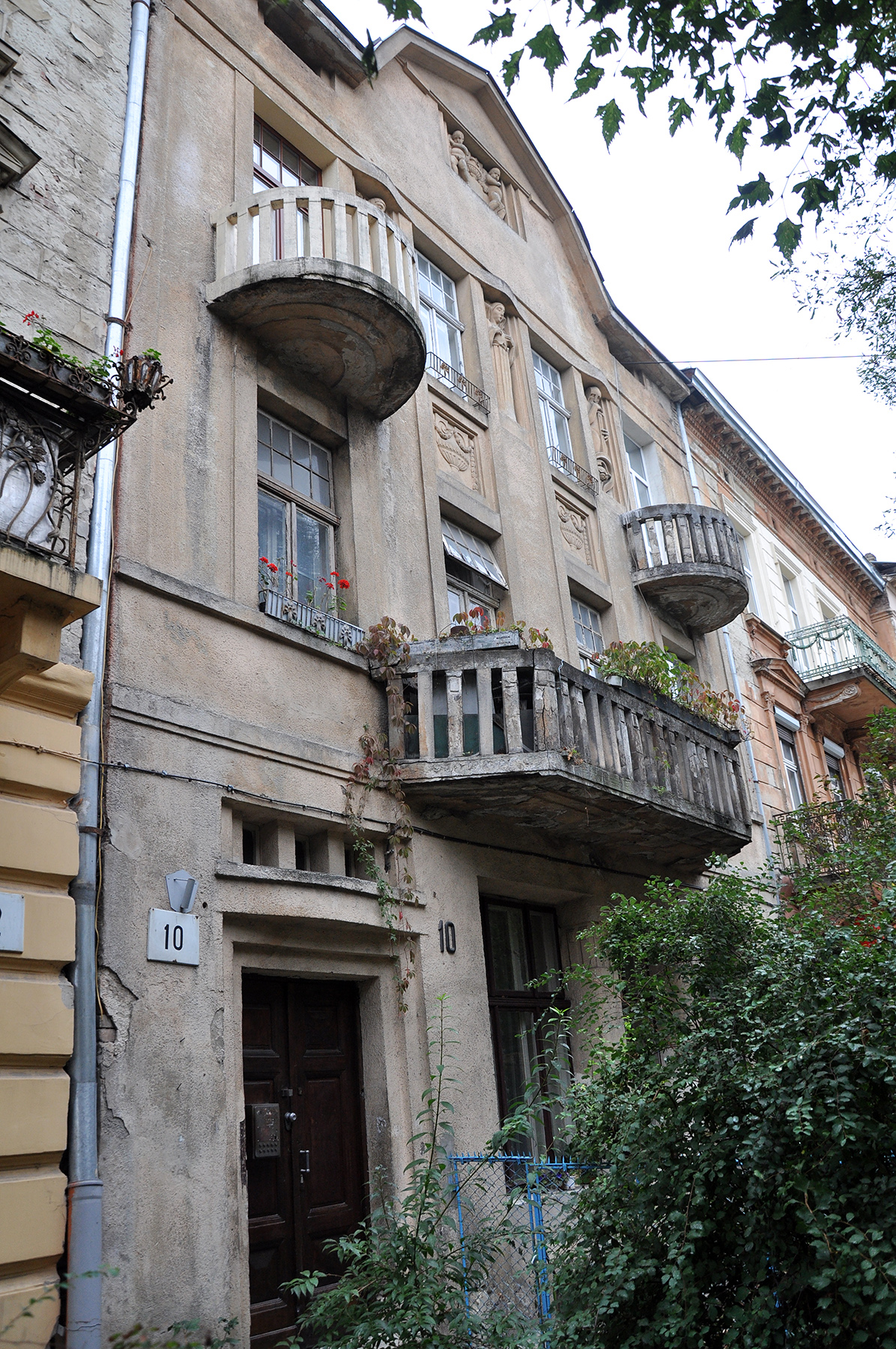
Будинок № 10
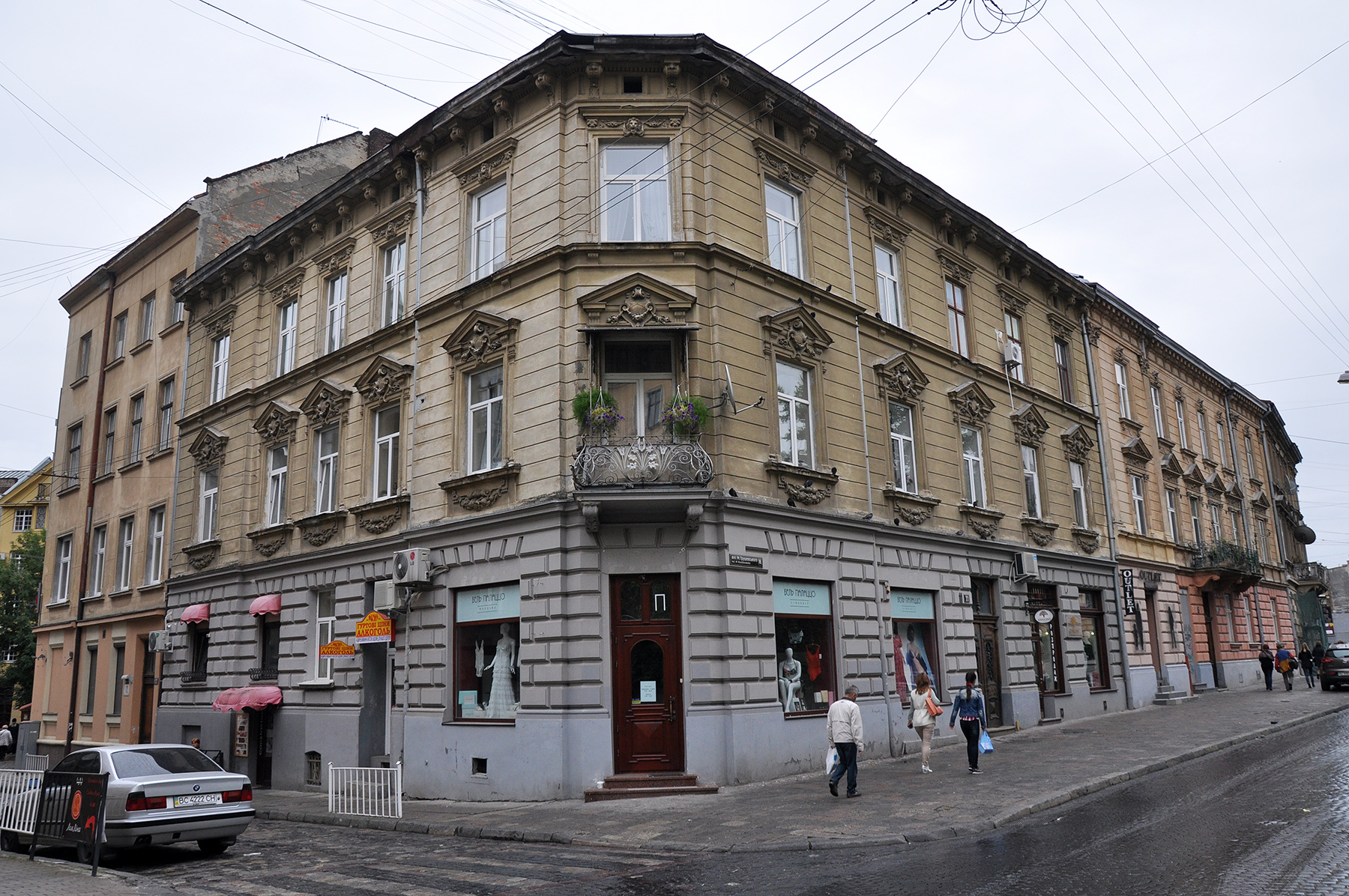
Будинок № 11
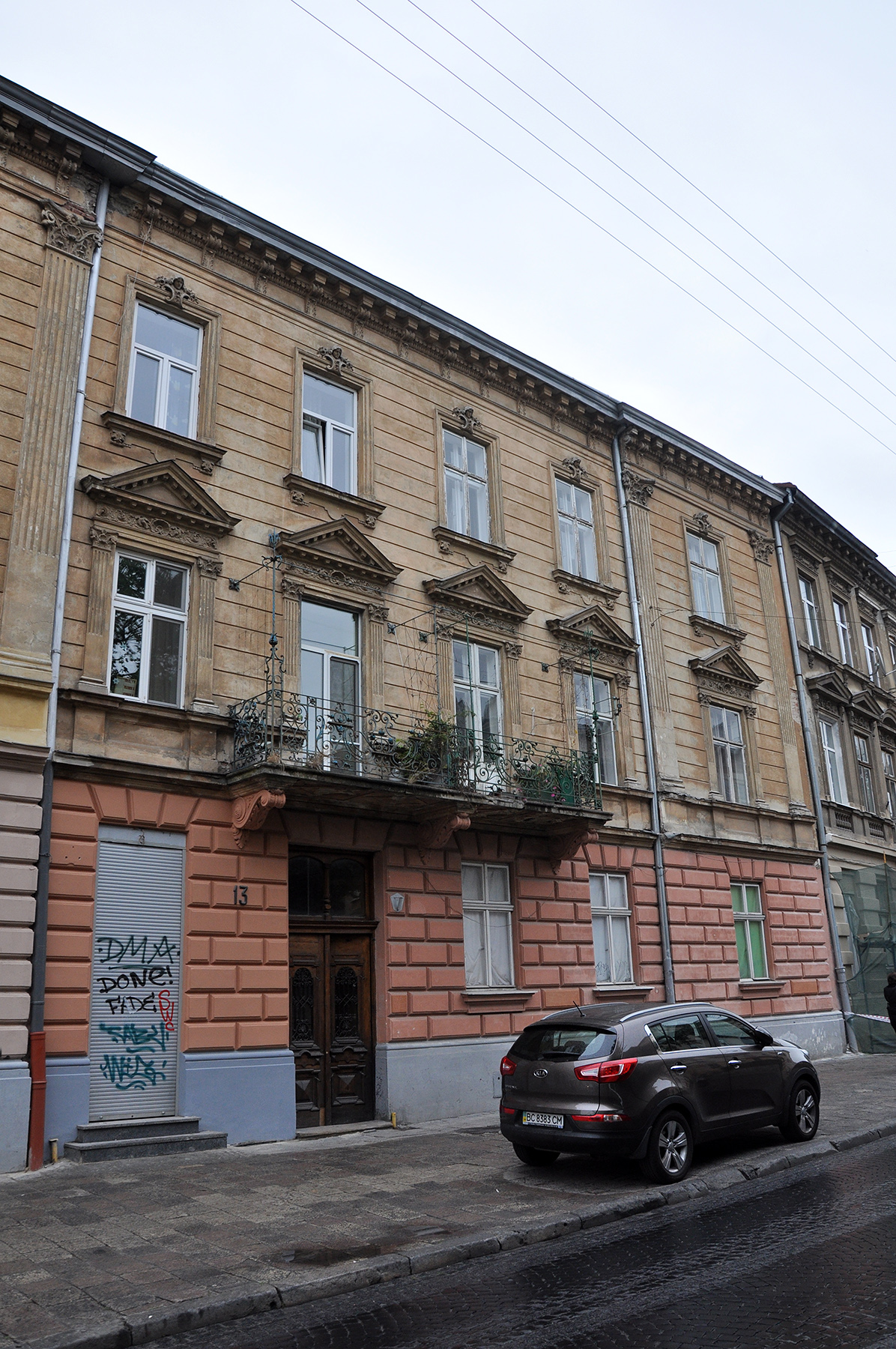
Будинок № 13
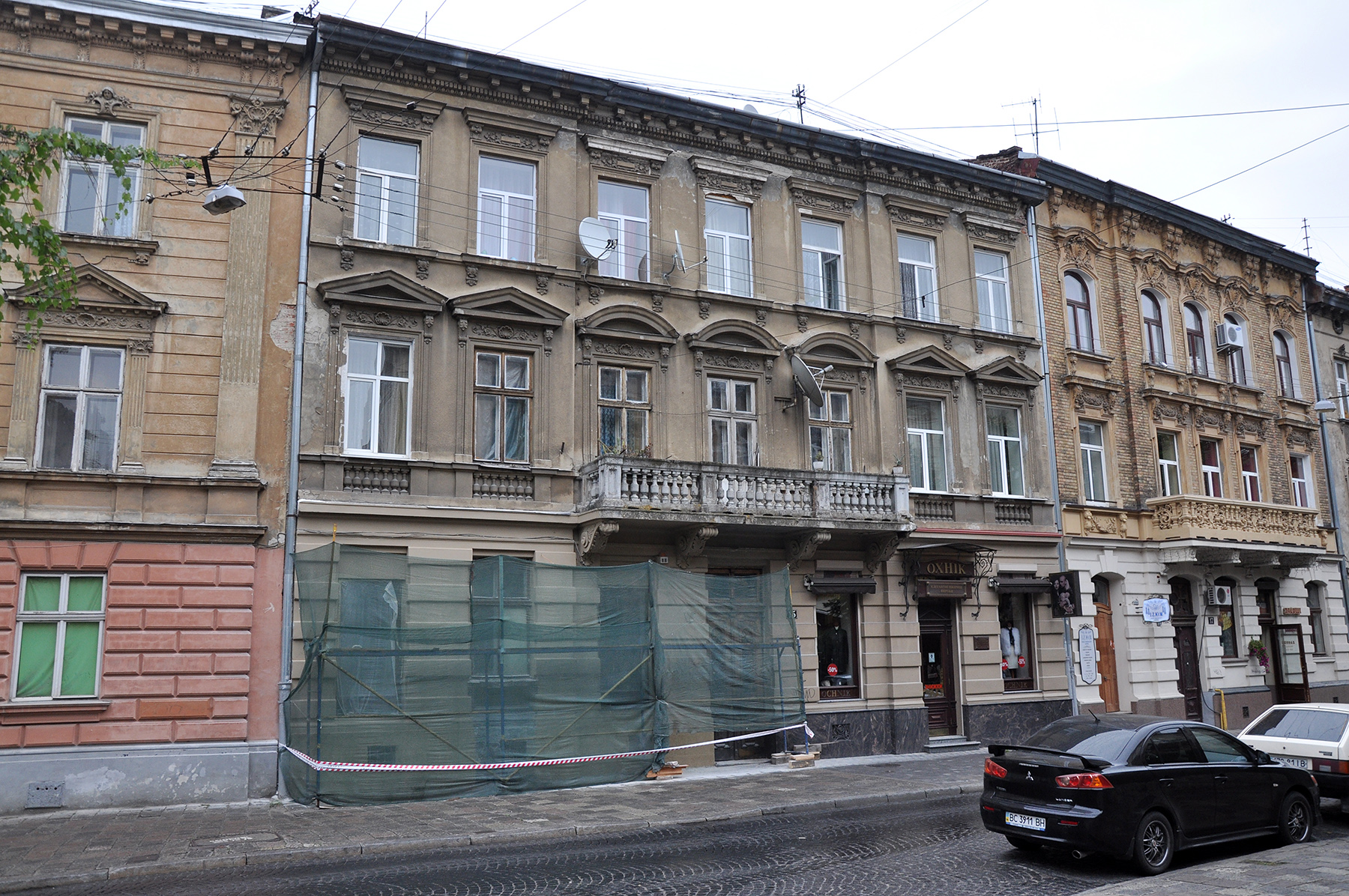
Будинок № 15
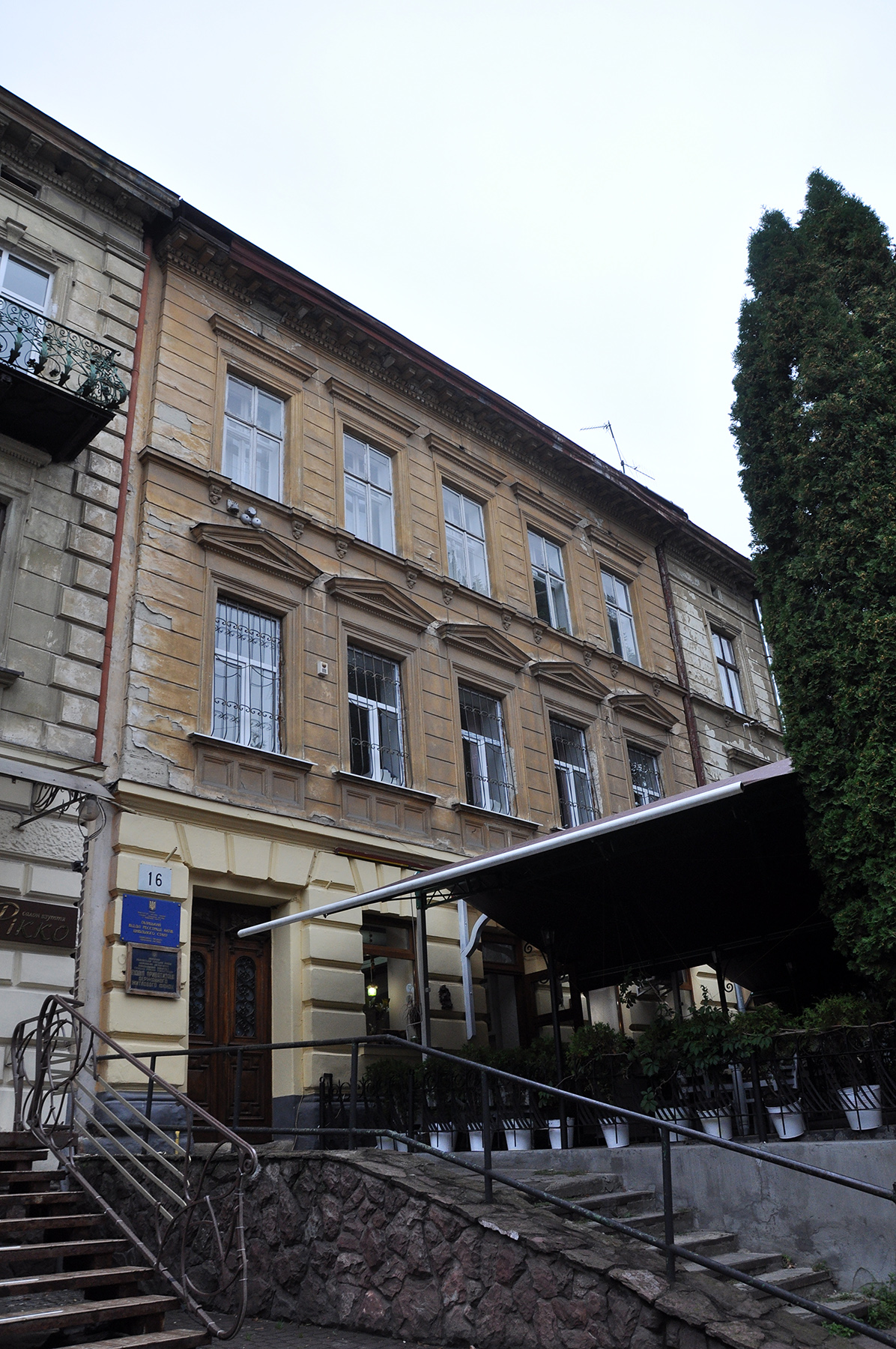
Будинок № 16
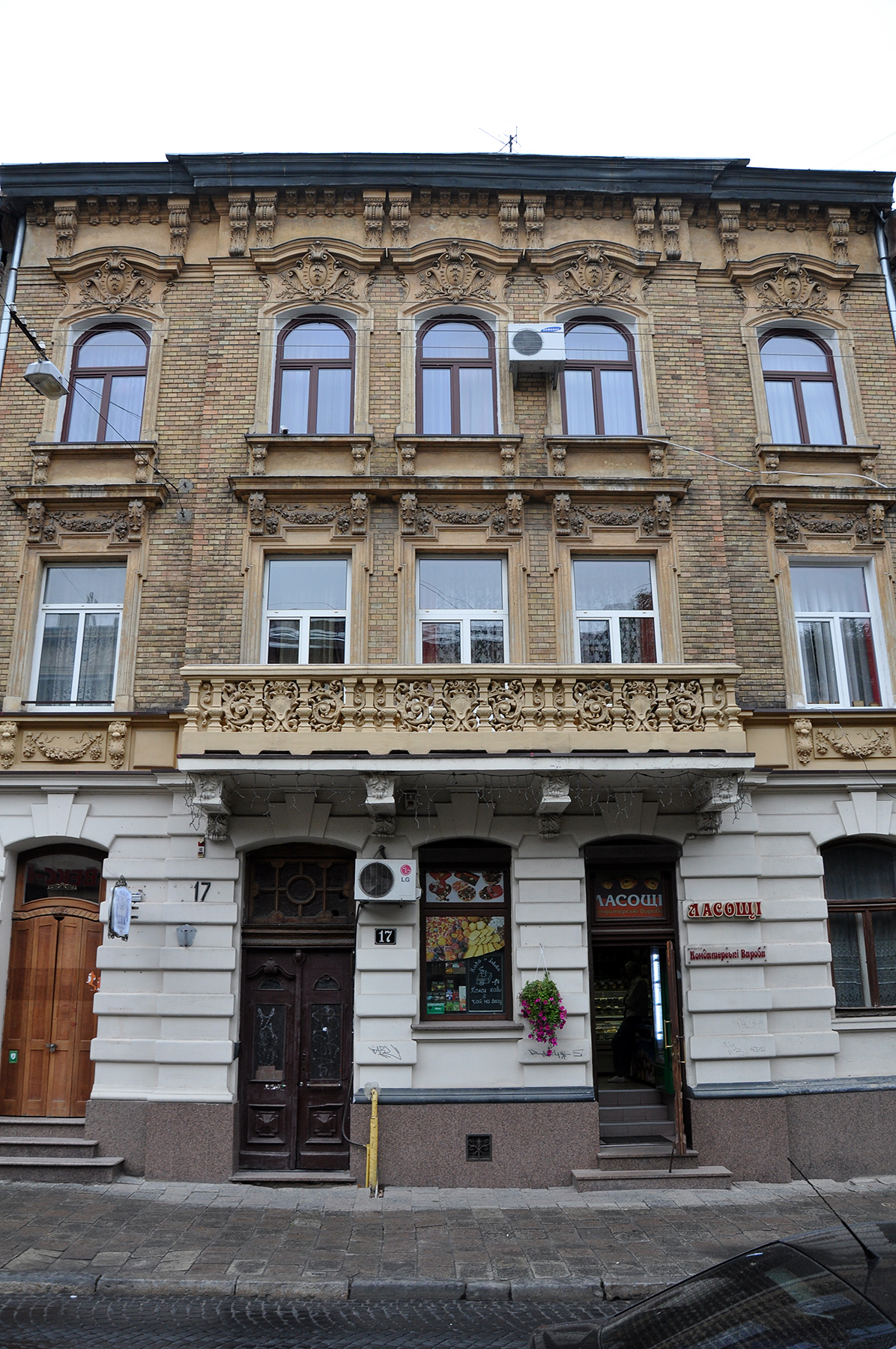
Будинок № 17
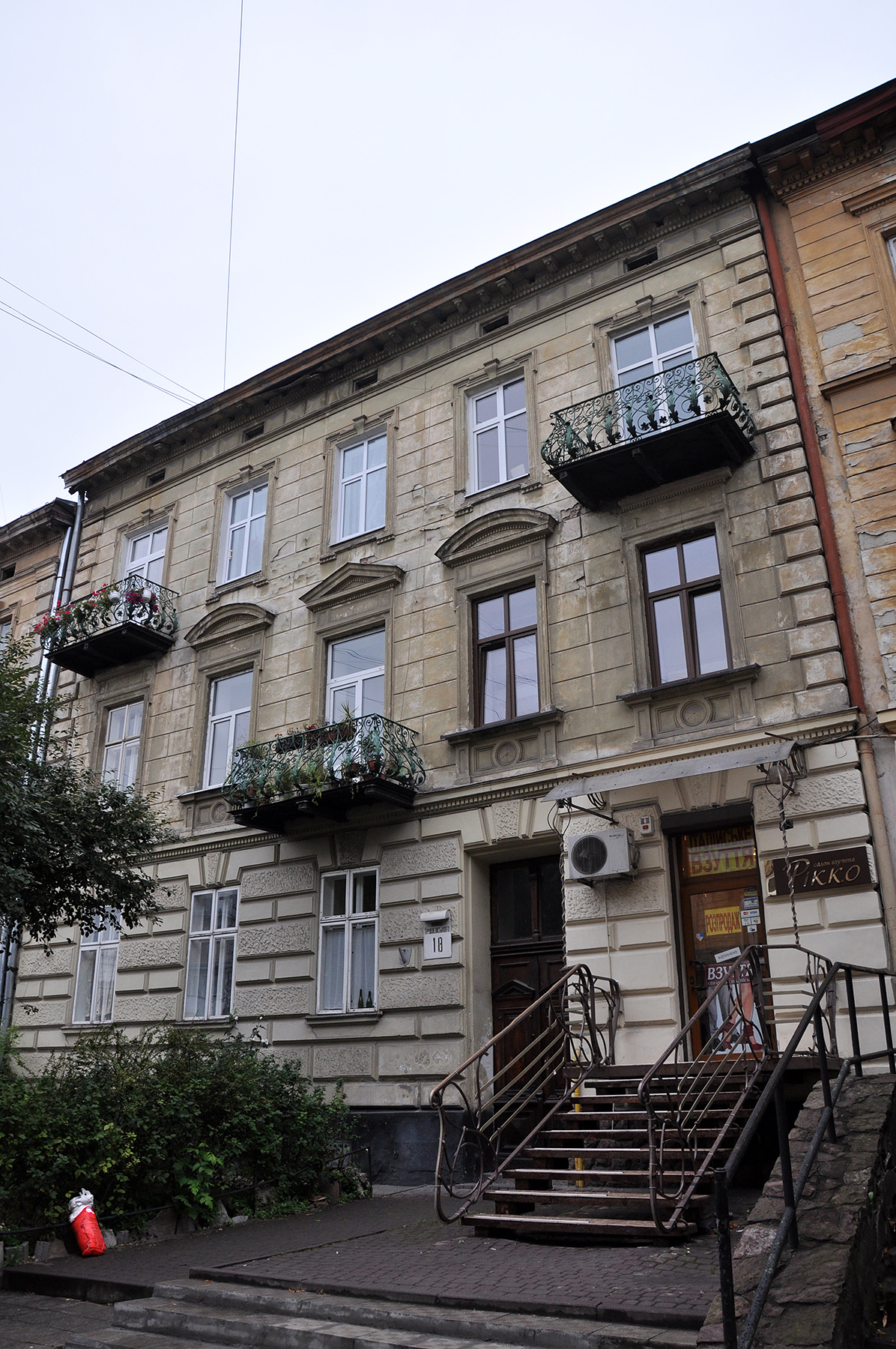
Будинок № 18
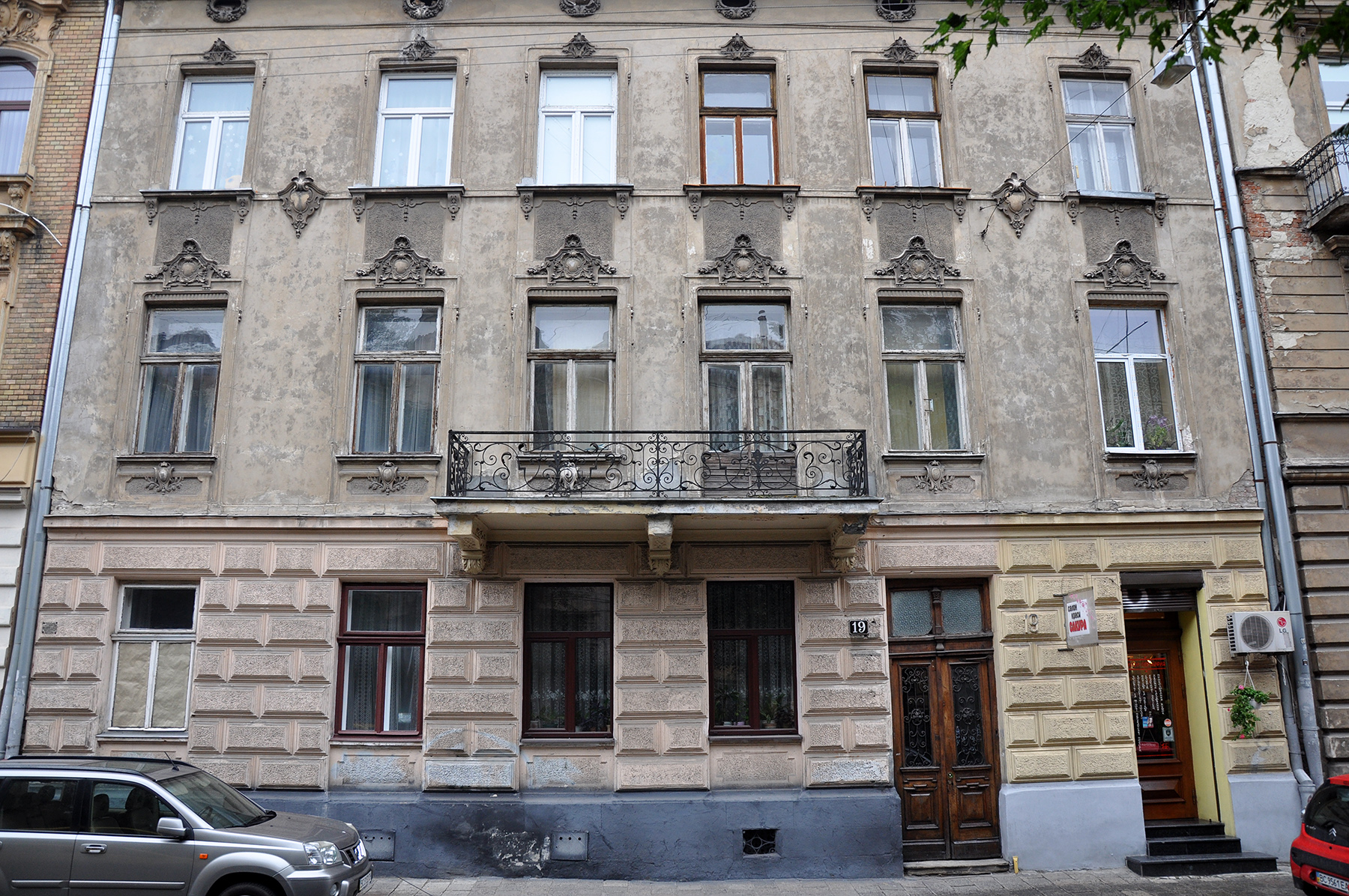
Будинок № 19
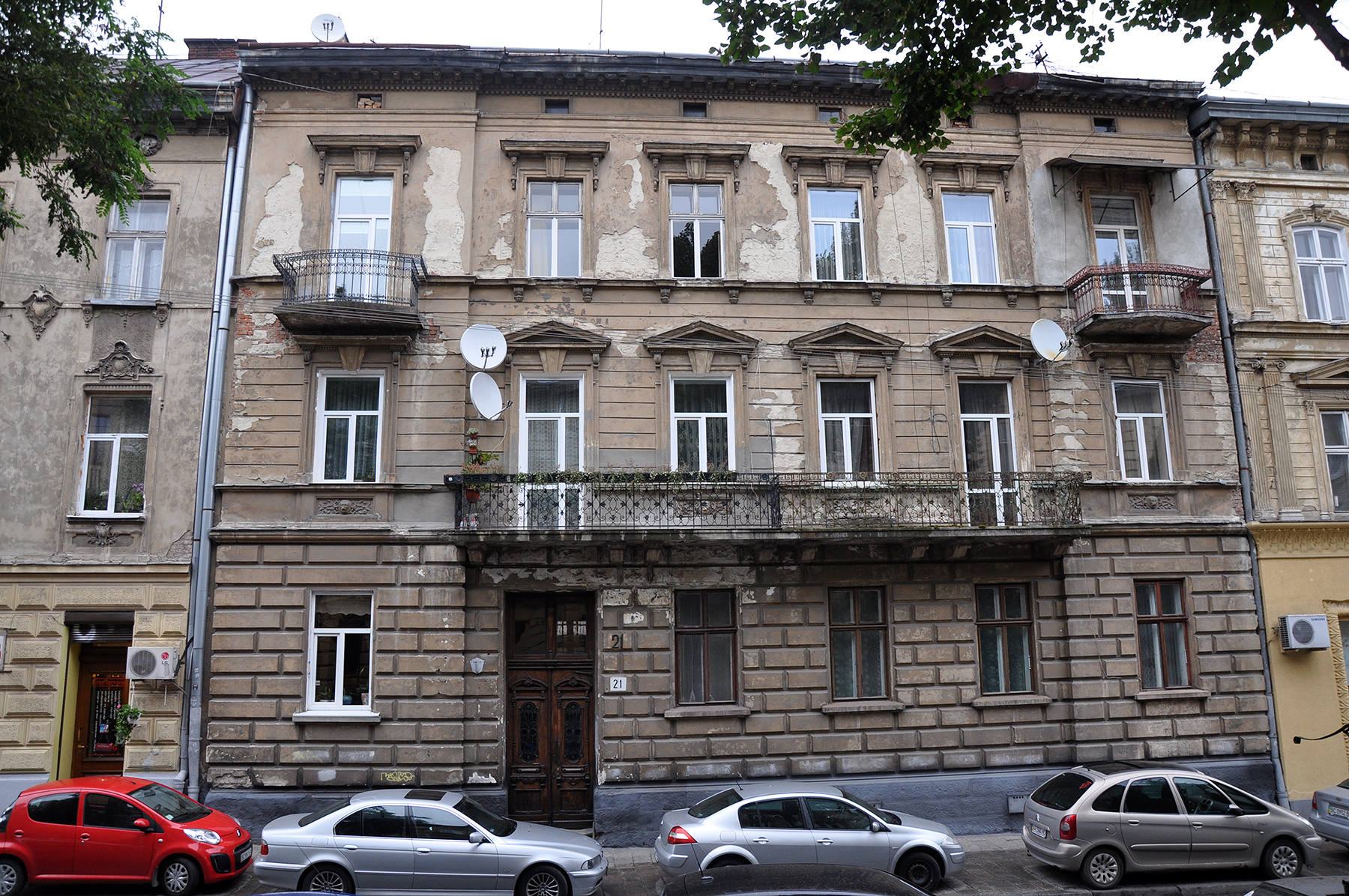
Будинок № 21
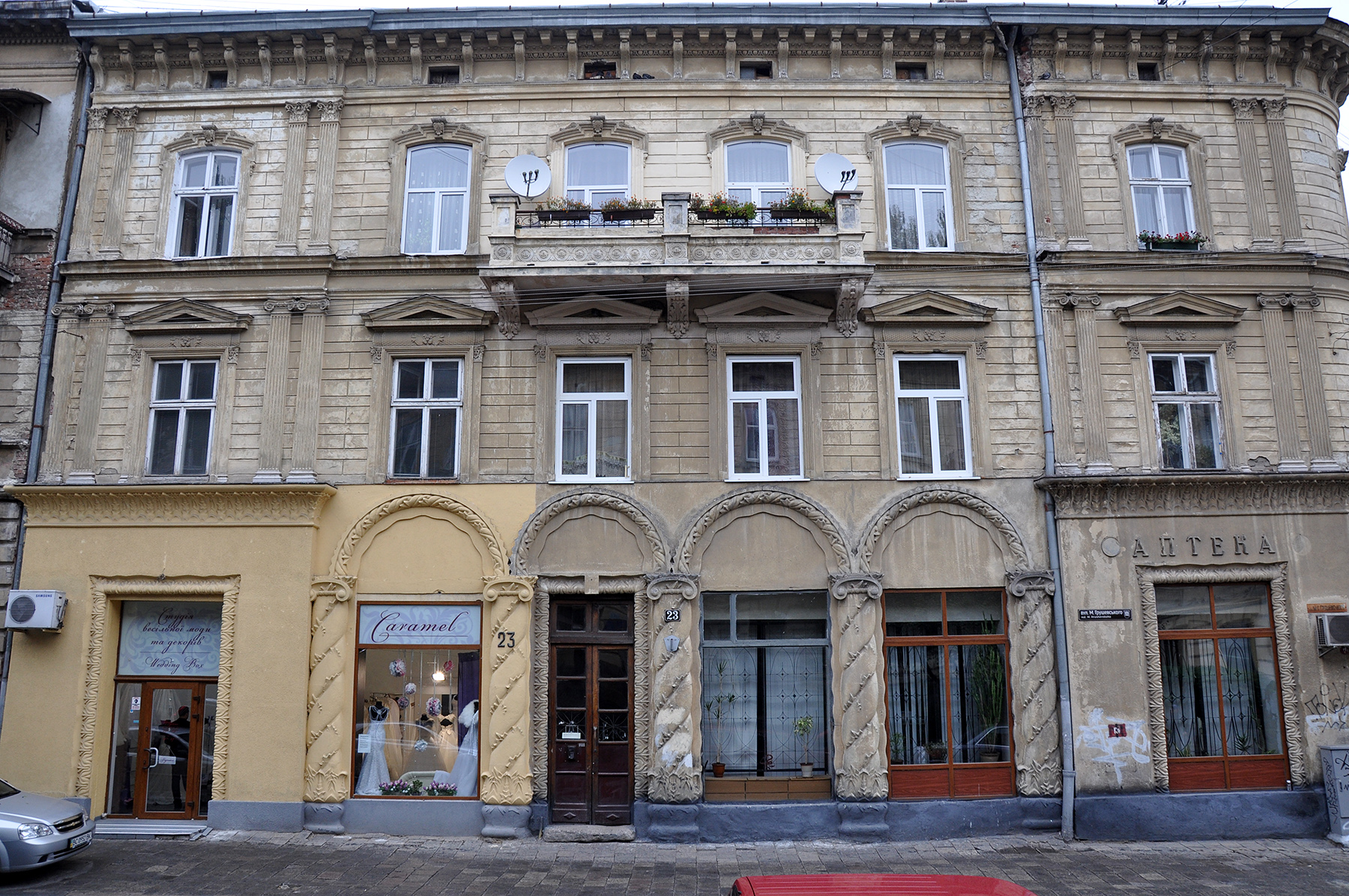
Будинок № 23